# Iván Podshiválov
Iván Anatólievich Podshiválov –en ruso, Иван Анатольевич Подшивалов– (Kolomna, URSS, 4 de abril de 1982) es un deportista ruso que compitió en remo. Ganó dos medallas en el Campeonato Europeo de Remo, en los años 2014 y 2015.

## Palmarés internacional
| Campeonato Europeo | Campeonato Europeo | Campeonato Europeo | Campeonato Europeo |
| Año                | Lugar              | Medalla            | Prueba             |
| ------------------ | ------------------ | ------------------ | ------------------ |
| 2014               | Belgrado (Serbia)  | Medalla de plata   | Ocho con timonel   |
| 2015               | Poznań (Polonia)   | Medalla de bronce  | Ocho con timonel   |